# 海心沙站
海心沙站是廣州地鐵珠江新城旅客自動輸送系統的車站，位於中國广东省广州市天河区海心沙岛（海心沙亚运公园）的地底，在2011年2月24日正式啟用，為APM線最後一個啟用的车站。

## 车站结构

### 車站樓層
海心沙站共有四层。地面为海心沙亚运公园、海心沙码头以及车站的出入口；地下一层为海心沙亚运公园地下平台，该平台在2010年的亚运会开闭幕式时候作为演出人员的休息准备区使用，同时在海心沙亚运公园收費开放时期作为售票区使用；地下二层为站厅；地下三层为站厅层与月台层之间的缓冲平台，设有车站设备；地下四层为APM线月台。
| 地下一层 |          | 海心沙亚运公园地下平台             |  |  |
| 地下二层 | 站廳     | 售票机、客服中心、警务室、安检设施 |  |  |
| 地下三层 | 缓冲层   | 來往站廳和站台 车站设备            |  |  |
| 地下四层 | 1 站台   | █APM线 林和西方向（下站：大剧院）  |  |  |
|          | 岛式站台 |                                    |  |  |
|          | 2 站台   | █APM线 广州塔方向（下站：广州塔）  |  |  |

### 站厅
海心沙站的付费区设于站厅南端，设有售票机，以及客服中心。
本站付费区内设有两部扶手电梯，一部是从站台层直接连接至站厅层，另外一部则受到车站设备区的限制，仅从站厅连接至地下三层的缓冲层。同时为方便轮椅乘客，本站连接站厅与月台间的楼梯设有两个轮椅升降机（楼梯同时在缓冲平台分开）以方便使用轮椅之人士使用。
本站设有智能寄存柜以及一台自动贩水机供乘客使用；与APM线沿线车站一样，海心沙站没有设置商店。

### 月台
海心沙站设有一个岛式月台，位于海心沙岛西侧地底。

1号月台全景图

### 出入口
现时，海心沙站仅设有A出入口方便乘客进出车站，该出入口位于海心沙亚运公园西北侧，近花城广场南部。
|                             |                           |      |          |                        |
| 編號                        | 设施                      | 照片 | 出口指示 | 建議前往的目的地       |
| A                           | 盲道标志 · 轮椅升降台标志 |      | 临江大道 | 冼村路、海心沙亚运公园 |
| 註： 設有 \| 設有輪椅升降台 |                           |      |          |                        |

## 接驳交通
海心沙站周边设海心沙公园巴士车站，方便乘客转乘巴士前往珠江新城各地。另外周边的海心沙码头方便乘客乘搭水上巴士前往长洲岛。
| 普通巴士线路（海心沙公园站） \| 编号 \| 编号 \| 线路 \| 线路 \| 线路 \| 收费 \| 备注 \| \| ---- \| ------- \| --------------------- \| --------------------- \| --------------------- \| --------------------- \| --------------------- \| \| \| 293 \| 华景新城 \| ⇆ \| 广卫路 \| 2元 \| \| \| \| 499 \| 珠江新城 \| ↺ \| 广州大剧院西门 \| 2元 \| \| \| \| 886 \| 南悦花苑 \| ⇆ \| 珠江新城 \| 2元 \| \| \| \| 观光2路 \| 已于2024年8月11日停办 \| 已于2024年8月11日停办 \| 已于2024年8月11日停办 \| 已于2024年8月11日停办 \| 已于2024年8月11日停办 \| 水上巴士（海心沙码头站） - S11：中大码头 ↔ 海心沙码头 - S12：海心沙码头 ↔ 长洲码头 |         |                       |                       |                       |                       |                       |
| 编号 | 编号    | 线路                  | 线路                  | 线路                  | 收费                  | 备注                  |
| | 293     | 华景新城              | ⇆                     | 广卫路                | 2元                   |                       |
| | 499     | 珠江新城              | ↺                     | 广州大剧院西门        | 2元                   |                       |
| | 886     | 南悦花苑              | ⇆                     | 珠江新城              | 2元                   |                       |
| | 观光2路 | 已于2024年8月11日停办 | 已于2024年8月11日停办 | 已于2024年8月11日停办 | 已于2024年8月11日停办 | 已于2024年8月11日停办 |

## 利用状况
海心沙站上方为海心沙亚运公园，同时邻近以北的花城广场，因此利用本站的乘客当中，多数为游客，少部分为珠江新城南部写字楼上班的市民；在每逢天氣狀況良好的周末及节假日，本站则會湧現大量本地或外地旅客。每當海心沙亚运公园和邻近花城广场举办大型活动时，更會出現大量的人潮而需要實施客流控制。

## 历史
本站在2003年的规划中作为珠江集运系统中途站出现。后来计划落实并在2006年9月開工，直到2009年底完成车站主体施工。

### 延迟启用
车站原定于廣州亞運会前启用，但由于海心沙岛的规划变更，岛上建设了亚运开闭幕式场馆。为安保需要，在亚运会期间列车会不停靠本站，并以歌剧院站作为临时的终点站。
原定于2010年11月28日亚运会闭幕后，APM线本站将会同赤岗塔站同时启用，但由于海心沙岛的亚运开闭幕式场馆改为亚运公园，同时进入公园需要收费的缘故，本站没有与赤岗塔站一同启用，故本站是广州地铁在亚运会期间唯一一个未启用的车站，所有列车直接不停站通过本站。
直至2011年2月24日，本站正式啟用，至此APM線全線車站開通。

### 收费争议
海心沙站在开通初期，若乘客需要出站就必須購票進入海心沙公園，引發強烈不滿。最後地鐵和新中轴公司讓步，辟出一條临时通道供乘客出站离开海心沙，直至2012年9月30日起海心沙公園免费開放之後才取消。

### 报站语言争议
2011年8月，有網民在微博上指海心沙站是唯一一個沒有粵語報站的車站（指列車廣播）。該站值班站長向媒體聲稱，APM線因為使用進口列車，與其他路線不一樣，所以沒有專門的粵語錄音，之前地鐵部門方面也沒有注意到這個問題，所以海心沙站才會出現這個現象，地鐵公司將會重新錄音修正。后来在地铁公司的广播例行更新中，本站报站广播中的粤语内容才获增加。